# The Best of Belle Perez
The Best of Belle Perez är det andra samlingsalbumet från den belgiska sångerskan Belle Perez. Albumet gavs ut 4 juli 2005. Det innehåller 17 av hennes tidigare låtar. Albumet debuterade på plats 8 på den belgiska albumlistan den 16 juli 2005 och nådde plats 2 den tredje veckan, den 30 juli. Albumet låg tre veckor i rad på andra plats och låg totalt 62 veckor på listan. Samlingsalbumet gavs endast ut i Belgien.

## Låtlista
1. Que viva la vida – 3:01
2. Dime – 3:37
3. El ritmo caliente – 3:39
4. Loca de amor – 3:45
5. Light of My Life – 3:58
6. Sobreviviré – 4:47
7. Enamorada – 3:01
8. Bailaremos – 3:26
9. Hijo de la luna – 4:19 (med Voice Male)
10. Everything – 3:34
11. Me & You – 3:38 (med Jody Bernal)
12. Get Up and Boogie – 3:23
13. Planet of Love – 2:56
14. Kiss & Make Up – 3:38
15. This Crazy Feeling – 3:55
16. Honeybee – 3:19
17. Hello World – 3:16

## Listplaceringar
| Lista (2005-2006) | Topplacering |
| ----------------- | ------------ |
| Belgien           | 2            |